# Гластул
Гластул (англ. Glasthule; ирл. Glas Tuathail) — пригород Дублина в Ирландии, находится в графстве Дун-Лэаре-Ратдаун (провинция Ленстер).
Население — 2641 человек (2006, перепись).